# Mimulosia separanda
Mimulosia separanda är en fjärilsart som beskrevs av De Toulgoët 1958. Mimulosia separanda ingår i släktet Mimulosia och familjen björnspinnare. Inga underarter finns listade i Catalogue of Life.